# Andraca chrysocollis
Andraca chrysocollis là một loài bướm đêm thuộc họ Endromidae. Loài này có ở Philippines (Luzon).
Sải cánh của loài này dài 39–42 mm. Con trưởng thành mọc cánh vào tháng 4 và từ tháng 9 đến tháng 10.